# 武士道修行は楽じゃない
『武士道修行は楽じゃない』（Tom and Chérie、1955年9月10日、劇場公開時『ジェリーの迷剣士』）はトムとジェリーの作品のひとつ。『武士道修行も楽じゃない』と題されることも多い。

## スタッフ
- 監督 - ウィリアム・ハンナ、ジョセフ・バーベラ
- 製作 - フレッド・クインビー
- 共同製作 - ウィリアム・ハンナ（クレジット無し）
- 脚本 - ウィリアム・ハンナ、ジョセフ・バーベラ（全員クレジット無し）
- 原画 - ケネス・ミューズ、エド・バージ、アーヴン・スペンス、ルイス・マーシャル
- レイアウト - ディック・ビッケンバック
- 背景 - ロバート・ジェントル
- 音楽 - スコット・ブラッドリー
- 彩色プロセス - テクニカラー
- 録音プロセス - ウェスタン・エレクトリック
- 制作 - メトロ・ゴールドウィン・メイヤー・カートゥーン・スタジオ（英語版）
- 配給 - メトロ・ゴールドウィン・メイヤー、ロウズ・シアター

## 作品内容
舞台は王朝時代のフランス。ネズミ銃士隊長のジェリーは、美しい雌ネズミ・リリーに恋焦がれていた。そしてウットリした面持ちでラブレターをしたためると、それを見習い銃士のタフィーに託す。しかしタフィーが一歩穴倉から出ると、そこで待ち構えていたネコ銃士のトムが決闘を申し込んでくる。恐れを成して穴倉に戻ったタフィーだが、銃士としての心構えを楯に使いを押し付けるジェリーは、無理矢理タフィーを追い出してしまう。
圧倒的な体格差で迫るトムを出し抜き、何とかリリーの元にたどり着いたタフィー。ラブレターに目を通したリリーはケラケラ笑いながら返事を書く。タフィーは帰り道もまたトムに襲われ、コテンパンにされてしまう。タフィーの苦労などつゆ知らず、返事に喜んだジェリーは再度ラブレターを書き、託されたタフィーは外に出るや決闘を申し込まれ…。
何度もボロボロにされながらキューピッド役を務めるタフィーだが、結局ジェリーはふられてしまった。しかしジェリーは性懲りもなく、別の雌ネズミにラブレターをしたためる。またしても手紙を託されたタフィーが外へ出ると、例の如くトムが決闘を申し込んでくる。
またしてもトムは「構えろ！」と申し込むが、タフィーはそんなトムに「En garde, en garde, en garde!? Foo! (構えろ、構えろ、構えろ！？べーだ！)」と言い残して去っていくのだった。

## 登場キャラクター
トム
タフィーと遭遇する度に決闘を申し込み対決するが、最後はそのタフィーに見放されてしまう。
ジェリー
一目惚れした雌ネズミのリリーに宛てたラブレターを弟子のタフィーに届けさせるが、当のリリーからは見放されてしまい、別の雌ネズミにラブレターを書いてタフィーへ届けさせた。
タフィー
雌ネズミのリリーと別の雌ネズミに宛てたラブレターを届けるようジェリーに命ぜられた見習い銃士。だがその道中でトムから決闘を申し込まれたため対決し、ボロボロになりつつラブレターを届ける。帰り道もトムに襲われ、最後は何度もしつこく決闘を申し込んできたトムを見放した。
リリー
ジェリーから一目惚れされた雌ネズミ。ジェリーからのラブレターを読んで返事を書くが、最後はジェリーを見放した。

## 備考
この作品では、ジェリーは部下の心を考えない悪者として描かれている。
原題の"Tom and Chérie"の"Chérie"はフランス語で「かわいいあの子」の意味であり、ジェリー（Jerry）の名前に引っ掛けただけでなく、ジェリーが色惚けしている有様を如実に表した表現となっている。
本作に登場するジェリーの所属組織「Mouseketeer」は『パーティ荒し』『武士道はつらい』『王様を起こさないで』でも当時する。
本作はトムとジェリーが終始一切出会わない唯一の作品である。